# Cupedidae
Cupedidae je malá čeleď brouků, pozoruhodná pro čtverečkovaný vzor ve tvaru "okének", který mají na krovkách a který jim také dal obecné jméno v některých jazycích (mřížkovaný brouk, anglicky reticulated beetle).
Brouci jsou protáhlí, dlouzí od 5 do 25 mm, zbarvení ve tmavých barvách jako je šedá, hnědá a černá. Larvy si vyžírají chodbičky ve dřevě stromů a žijí na stromech napadených houbami, někdy jsou nalézáni v dřevěných konstrukcích.

Čeleď se skládá asi ze třiceti druhů v devíti rodech, světově rozšířených v pomyslných hranicích bývalého superkontinentu Pangea.
V Evropě nežijí.

## Taxonomie
Existující rody jsou zařazeny do dvou podčeledí.
- Cupedinae Grebennikov, 2004
  - Adinolepis
  - Ascioplaga
  - Cupes
  - Distocupes
  - Paracupes
  - Prolixocupes
  - Rhipsideigma
  - Tenomerga

- Priacminae Grebennikov, 2004
  - Priacma (Severní Amerika)

Z paleontologie je známo mnoho vyhynulých druhů, které existovaly v období Triasu:
- Anaglyphites  Ponomarenko, 1964
- Asimma  Ponomarenko, 1966
- Cupesia  Ponomarenko, 1966
- Cupidium  Ponomarenko, 1968
- Cupoides  Motschulsky, 1856
- Eurydictyon  Ponomarenko, 1969
- Kirghizocupes  Ponomarenko, 1966
- Lithocupes  Ponomarenko, 1966
- Mesocupes  Martynov, 1926
- Mesocupoides  Ponomarenko, 1969
- Mesothoris  Tillyard, 1916
- Miocupes  Ponomarenko, 1973
- Moltenocupes  Zeuner, 1961
- Notocupes  Ponomarenko, 1964
- Notocupoides  Ponomarenko, 1966
- Platycupes  Ponomarenko, 1966
- Priacmopsis  Ponomarenko, 1966
- Procupes  Ponomarenko, 1966
- Pterocupes   Ponomarenko, 1966
- Rhabdocupes  Ponomarenko, 1966
- Sinocupes  Lin, 1976
- Tetraphalerus  Waterhouse, 1901
- Triadocupes  Ponomarenko, 1966